# Andrézieux-Bouthéon
Andrézieux-Bouthéon é uma comuna francesa na região administrativa de Auvérnia-Ródano-Alpes, no departamento de Loire. Estende-se por uma área de 16,28 km². Em 2010 a comuna tinha 9 887 habitantes (densidade: 607,3 hab./km²).
Nesta comuna o rio Furan conflui com o rio Loire.